# 萨达德战役
萨达德战役（英語：Battle of Sadad）是叙利亚内战期间发生于2013年10月的一场战役，当时反对派武装进攻了萨达德镇。该镇战略位置重要，位于霍姆斯市与大马士革之间，是一个基督教徒聚居区，居民主要讲西新亚拉姆语。在战役中有46名当地亚述人被反对派武装屠杀。

## 交战过程
2013年10月21日，据报道萨达德镇遭到反對派恐怖組織努斯拉陣線的武装分子进攻。这场进攻开始于两名努斯拉阵线的自杀式袭击者在镇外的一口天然气井附近引爆了炸弹。在反对派进攻时，镇内没有政府军或民兵武装，只有一些当地警察。在警察投降后，萨达德镇没有发生交火就落入了反对派手中。在攻占该镇后，反对派武装在主要广场设置了扩音器，要求居民回到他们的家中。至少有9人在被发现仍在街上后被打死。反对派活动人士声称發起攻擊不是出於宗教原因，而是为了军事上的原因。镇内医院的医疗用品和镇附近的一座军用仓库可能是这场进攻的原因。
在战斗初期，反对派将居民从家中赶往反对派的据点。据报道在战斗中反对派还将居民当做人盾使用。
到了10月22日早上，反对派武装仿佛放弃了该镇并且叙政府军被调往该地以重新夺回该镇。但不久之后反对派开始藏入周围的果园和农田里准备伏击即将到来的政府军。
10月23日，反对派向Mahin村附近的军用仓库推进并最终夺取了该仓库附近的政府军据点。由于反对派武装的推进，政府军开始进行空袭。
10月25日，据美联社报道，有数百名群众被困在萨达德镇。Silwanos Al-Nemeh主教说情况十分危急，他们很害怕被屠杀。
10月26日，在Mihin和萨达德附近的交火中，一名反对派战地指挥官被打死。在Hawarin和al-Hadath地区也爆发了战斗。在政府军对努斯拉阵线炮轰的过程中，一些居民逃离了努斯拉阵线控制的社区。
到10月28日，反对派武装从该镇撤出，政府军夺回了该镇。在反对派武装撤出后，有46名平民（其中包括15妇女）的尸体在该镇被发现。据报道其中30具尸体在两个乱坟岗中被发现。还有10名平民失踪。在战斗中有超过100名政府军和100名反对派武装（其中包括来自伊拉克和黎凡特伊斯兰国和努斯拉阵线的聖戰分子）丧生。死者中还有外籍武装分子。在政府军的追击之下，反对派武装撤退到一片被包围的农田。叙政府控制的新闻社报道反对派武装损毁了镇内的Saint Theodor教堂和很多镇内的基础设施。

## 后续
在政府军重新夺回萨达德镇一周之后，在11月4日，政府军又攻占了Mahin和萨达德镇附近的al-Hazm al-Wastani地区。
11月5日，反对派武装对Mahin的军用仓库发动了一场大规模进攻，在战斗中50名反对派武装和20名政府军士兵丧生。第二天，叙利亚人权观察组织报道反对派武装设法攻占了这个由30座建筑物组成的军用设施中的多座建筑并夺取了大量武器。政府方面否认了这些消息并声称战斗仍在继续。
11月15日，政府军夺回了这座仓库，以及附近的al-Hadath镇和Howarin村。在该地区最后一天的战斗中一名反对派武装指挥官被击毙。